# Fissidens angustelimbatus
Fissidens angustelimbatus är en bladmossart som beskrevs av Mitten 1869. Fissidens angustelimbatus ingår i släktet fickmossor, och familjen Fissidentaceae. Inga underarter finns listade i Catalogue of Life.